# St. Georg (Nordhausen)
Die Kapelle St. Georg wurde 1289 erstmals urkundlich erwähnt. Bereits 1612 wurde sie bei einem Stadtbrand zerstört. Sie
befand sich an der Ecke Kornmarkt/ Rautenstraße in Nordhausen im Landkreis Nordhausen in Thüringen.

## Geschichte
Vermutlich schon vor dem Jahr 1140 wurde auf dem Kornmarkt ein dem heiligen Georg geweihtes Hospital errichtet. Es befand sich damals außerhalb der Stadt an der Ecke Töpfergasse/Hundsgasse. Das Hospital diente der Pflege Aussätziger. Diese konnten im Mittelalter aufgrund der Ansteckungsgefahr nur in Häusern aufgenommen werden, die vor der Stadt lagen. Dies traf zu, denn der Kornmarkt lag zu dieser Zeit noch außerhalb der Stadt. Das Hospital gehörte zum Pfarrbezirk St. Nicolai, das lässt darauf schließen, dass es bereits vor 1140 errichtet worden war (in diesem Jahr wurde der Pfarrbezirk St. Petri eingerichtet, in dessen Gebiet sich das Hospital geographisch befand). 1289 wird das Hospital St. Georg erstmals erwähnt.
Im Jahre 1289 stiftete der Nordhäuser Bürger Hertwig von Ellrich (auch Hartwig oder Hartwich) dem Hospital „im Hause der Aussätzigen vor der Stadt (in curia leprosorum ante civitatem) [eine] in die Ehre des Heiligen Georg geweihte Kapelle“. Diese wurde neben dem Hospital auf dem Kornmarkt errichtet. Sie stand nun direkt dem Rathaus gegenüber, beide nur von der Stadtmauer getrennt. Über das Aussehen der Kapelle St. Georg ist, ebenso wie über das zugehörige Hospital nichts bekannt. Es lässt sich mutmaßen, dass das Hospital seinem Charakter als Armenhaus entsprechend sicher nur sehr einfach errichtet worden waren. So bestand die meiste Bausubstanz wohl nur aus einer Fachwerkkonstruktion, deren Gefache mit Flechtwerk und Lehmbewurf ausgefüllt wurden. Die Kapelle hingegen dürfte aus massivem Mauerwerk bestanden haben. Wird 1289 bei St. Georg von einer Kapelle gesprochen, so wird sie 1401 als „ecclesia“ erwähnt, also hatte sich bis zu dieser Zeit um diese Kapelle schon eine Gemeinde gebildet.
Im Zuge der Ausdehnung Nordhausens außerhalb der Stadt äußerten Anwohner am Kornmarkt bald ihren Unmut darüber, ein Aussätzigenhospital mitten in bewohntem Gebiet zu haben. Deshalb wurden bald darauf die Aussätzigen, die bis zu diesem Zeitpunkt im Hospital St. Georg untergebracht waren, in das Hospital St. Cyriaci, auch Siechhof genannt, umgesiedelt. In den Jahren 1290 bis 1330 wurde die Befestigungsanlage der Stadt ausgeweitet. Die Stadtmauer wurde um das Töpferviertel herumgeführt. Ab 1330 kann davon ausgegangen werden, dass Kapelle und Hospital St. Georg nicht mehr außerhalb der Stadt, sondern mitten im Zentrum derselben lagen. Somit veränderten sich die Aufgaben des Hospitals grundlegend. Es nahm nun keine Aussätzigen mehr auf, sondern Arme und Invalide, sowie Kranke, deren Krankheiten keine Ansteckungsgefahr bargen.
Gut 100 Jahre später, im Jahr 1428, ändert sich die Nutzung des Hospitals St. Georg erneut. Die Gegend um den Kornmarkt herum wurde besonders ausgebaut, wohlhabende Bürger ließen dort ihre Häuser errichten. Ein Hospital schien in einem derartigen Stadtviertel unpassend. So wurde das Hospital St. Georg mit dem Hospital St. Martini vereinigt. Am 3. Juli 1428 stellte Johannes de Rengilderade, Propst von Jechaburg, im Auftrag des Erzbischofs Konrad von Mainz die Genehmigungsurkunde für die Vereinigung aus. Für den Zusammenschluss beider Hospitäler und die Verlegung der Insassen des Hospitals St. Georg nach St. Martini sah er die Bedingung vor, das Hospital St. Martini werde um mindestens die gleiche Anzahl Bedürftiger erweitert, wie in St. Georg wegfielen. Außerdem dürften die „geistlichen Beneficien und der Gottesdienst“ in der Kapelle St. Georg nicht vermindert werden. So wurde das Hospital St. Georg aufgelöst und die Insassen des Hospitals zum größten Teil in das Hospital St. Martini umgesiedelt. Einige Insassinnen wurden in ein Haus hinter dem Spendekirchhof verlegt. Dieses ist noch im Jahr 1600 als „Domus senatus der alten frawen von S. Georgen“ nachgewiesen. Dieses Haus, auch als zweites Georgshospital bezeichnet, wurde 1739 zur Erweiterung des Friedhofes an der Spendekirche abgerissen. Das Haus war namensgebend für die heute dort befindliche Georgengasse, die im Jahr 1740 mit „hinter St. Georgen“ erstmals erwähnt wird. Einige alte Insassinnen werden daraufhin in das Hospital St. Elisabeth eingewiesen.
Die Kapelle St. Georg soll nach der Umsiedlung im Jahre 1428 auch als Ratskapelle genutzt worden sein. Die Gottesdienste blieben bis über die Reformationszeit bestehen, ebenso die Nutzung der Kapelle durch den Rat der Stadt Nordhausen. Für eine behauptete Predigt Martin Luthers an St. Georg bestehen keine eindeutigen Belege. Das Hospital St. Georg ging nach der Reformation ein und wurde städtisches Eigentum. In der Kapelle St. Georg fanden weiterhin zeitweise Gottesdienste statt, jedoch kam bald das kirchliche Leben in dieser Kapelle zum Erliegen. 1544 ist letztmals ein Vikar für die Kapelle erwähnt, danach scheint eine Vikarenstelle hier nicht mehr zu existieren.
Ab 1569 wurde die Kapelle dann von der Stadt Nordhausen als Büchsenhaus genutzt, genannt als „Buchsenhauß zu St. Jergenn“. Das Hospital St. Georg hatte schon vorher, seitdem es von allen Insassen verlassen worden war, dem gleichen Zweck gedient. Die Kapelle wurde zum Hauptzeughaus der Stadt Nordhausen, indem die schweren Geschütze untergebracht waren. Am 21. August 1612 wurden Hospital und Kapelle St. Georg durch ein Feuer vollständig zerstört. An gleicher Stelle wurde bald ein neues Zeughaus errichtet. Dieses wird am 9. Februar 1703 – im Jahr der Besetzung der Stadt Nordhausens durch Preußen – von Soldaten aufgebrochen und geplündert. Das Gebäude wurde in der Brandkatastrophe 1712 zerstört und nicht wieder aufgebaut. Auf dem Gelände wurden Bürgerhäuser errichtet.

## Einrichtung
Die Kapelle enthielt Reliquien des Heiligen Georg. Über dem Eingang soll sich ein Relief befunden haben, das den heiligen Georg als Drachentöter zeigte. Die Kapelle besaß zwei bis vier Altäre. Alle waren von Nordhäuser Bürgern, die der gesellschaftlich gut gestellten Oberschicht entstammten, gestiftet worden. Bis zum Anfang des 16. Jahrhunderts wurden dem Hospital darüber hinaus Schenkungen und Stiftungen zuteil, so erhielt es am 10. Mai 1308 von den Hohnsteiner Grafen vier Morgen Wald bei dem Dorf Wachsbach. Vikarien wurden gestiftet in den Jahren 1401 und 1450. 1471 stiftet Berlt Gyse zusammen mit seiner Frau Alheidis eine Vikarie, die am 6. August des gleichen Jahres durch den Mainzer Kanonikus Graf Heinrich von Schwarzburg bestätigt wurde. Am 28. November 1502 stifteten Henricus Noyss und Johann Koell eine Vikarie am Altar der Nordseite der Kapelle. Er war zur Ehre der Leiden und fünf Wunden Christi und des heiligen Kreuzes geweiht.

## Thomas-Müntzer-Gedenkstein
Heute befindet sich auf dem Kornmarkt ein Gedenkstein, der an ein Wirken von Thomas Müntzer an der Kapelle St. Georg erinnern soll. Dass Müntzer an St. Georg angestellt war, ist jedoch umstritten. Der Gedenkstein wurde am 27. September 1989 aufgestellt und sollte im Oktober desselben Jahres zum 500. Geburtstag Thomas Müntzers eingeweiht werden, dazu kam es aber wegen der darauffolgenden politischen Veränderungen nicht mehr. Die Inschrift des Gedenksteins lautet: „Die Gewalt soll gegeben werden dem gemeinen Volk – Thomas Müntzer – Er wirkte im Jahre 1522 unweit dieser Stelle – Gewidmet zu seinem 500. Geburtstag im Jahre 1989 vom Rat der Stadt Nordhausen“.